# Zimmerius bolivianus
El mosquerito boliviano (Zimmerius bolivianus), también denominado atrapamoscas boliviano o moscareta boliviana, es una especie de ave paseriforme de la familia Tyrannidae. Es nativo de regiones andinas del oeste de América del Sur.

## Distribución y hábitat
Se distribuye a lo largo de la pendiente oriental de la cordillera de los Andes desde el centro de Perú (norte de Ayacucho, Cuzco, Madre de Dios, Puno) hacia el sur hasta el centro de Bolivia (La Paz, Cochabamba).
Esta especie es considerada bastante común en sus hábitats naturales: el dosel y los bordes de bosques montanos húmedos y claros adyacentes, incluyendo bosques nubosos con musgos, entre 1000 y 2600 m de altitud.

## Sistemática

### Descripción original
La especie Z. bolivianus fue descrita por primera vez por el naturalista francés Alcide d'Orbigny en 1840 bajo el nombre científico Muscicapara boliviana; su localidad tipo es: «Yungas, Bolivia».

### Etimología
El nombre genérico masculino «Zimmerius» conmemora al ornitólogo estadounidense John Todd Zimmer (1889-1957); y el nombre de la especie «bolivianus», se refiere al país la localidad tipo, Bolivia.

### Taxonomía
La subespecie descrita Zimmerius bolivianus viridissimus (P.L. Sclater, 1874), del centro y sur de Perú, cuyas poblaciones tal vez sean ligeramente más amarillo por abajo en promedio que las poblaciones de Bolivia, es considerada un sinónimo de la nominal, ya que las variaciones individuales y relacionadas con la edad de esta característica parecen mayores que cualquier diferencia geográfica detectable. Es monotípica.